# جس لی
جس لی (Lí Kâi-vì، متولد ۱ ژوئن ۱۹۸۸)، خواننده زن چینی مالزیایی است. در ۳۰ ژانویه ۲۰۱۱، او اولین برنده مالزیایی ستاره میلیون چینی شد. جس لی در سرمبان، نگری سمبیلان، مالزی به دنیا آمد. خانه اجدادی او ماوژوا، گوانگدونگ است. او پیشینه هاکا دارد.